# Nicolas Rocks
Die Nicolas Rocks sind eine Gruppe von Klippenfelsen im Archipel der Südlichen Orkneyinseln. Sie liegen 4 km vor dem westlichen Ende von Coronation Island auf der Nordwestseite der Larsen-Inseln.
Der US-amerikanische Robbenfängerkapitän Nathaniel Palmer und sein britisches Pendant George Powell entdeckten sie im Dezember 1821 während ihrer gemeinsamen Erkundungsfahrt zu den Südlichen Orkneyinseln. Powell benannte sie als Cape Nicolas nach Nikolaus von Myra, da der Tag der Entdeckung dieser Felsen (6. Dezember) auf den Gedenktag dieses Heiligen der Ostkirchen und der lateinischen Kirche fiel. Das UK Antarctic Place-Names Committee passte Powells Benennung 1957 an die eigentliche Natur des Objekts an. 